# 네이버 웨일
네이버 웨일(Naver whale)은 네이버에서 개발한 웹 브라우저이다. 또한 네이버 웨일은 크로미움을 기반으로 개발되었으며, 주요 기능으로는 옴니태스킹이 있다.

## 역사

### 데뷰 2016에서의 첫 공개
데뷰 2016에서 네이버는 자율주행차, 지도 제작 로봇, 음성 인식비서 아미카 공개 등 다양한 새로운 기술을 공개했는데 웨일도 그중 하나로 공개되었다. 웨일은 네이버가 자체적으로 개발한 웹 브라우저로 2016년 12월 1일 베타 버전을 선보였다.
송창현 네이버 최고기술경영자는 5년간 개발한 웨일을 발표했다.
DEVIEW 2016에서 공개된 웨일(WHALE)은 간편 검색·팝업 정리·이미지 번역 등의 기능을 내세웠고, 특히 하나의 탭 안에서 모든 작업을 해결할 수 있도록 검색을 간편화했다고 한다.

### 베타
2016년 12월 1일 클로즈 베타 테스트를 시작했고, 클로즈 베타를 시작한 지 3개월이 지난 2017년 3월 13일에 오픈 베타로 전환했다.

### 정식 버전
윈도우, macOS, 리눅스용 정식 버전이 2017년 10월 16일에 발표되었다. 이어 2019년 10월 29일, 안드로이드용과 iOS용 정식 버전이 나왔다.

### 다국어 지원
Desktop v2.6.88.7 업데이트를 통해 2019년 10월 28일부터 한국어, 영어 외 59개 언어를 지원하기 시작했다. 아직 테스트 단계이며, 아랍어를 비롯한 RTL 언어들을 지원하지 않는다.

## 기능
출처: 네이버 웨일 홈페이지
- 듀얼 탭: 듀얼 탭 하나의 창 안에서 검색 인덱스와 이용자가 선택한 콘텐츠를 한 번에 보여주는 기능을 가지고 있으며, 투매니탭스'(too many tabs) 현상을 없애기 위해 적용했다고 한다.
- 퀵서치: 검색 결과물 안에서 모르는 용어나 번역이 필요할 때 단어를 드래그하면 간단한 검색 결과를 보여주는 기능으로 팝업 창은 한쪽으로 몰아 이용자가 필요한 것만 골라볼 수 있도록 도왔고, 스크롤을 내리면 자동으로 없어지고, 팝업창을 누르면 이동하는 방식이라고 한다.
- 사이드바: 브라우저 옆쪽에서 퀵서치와 즐겨찾기, 확장 앱, 도구모음, 파파고(번역), 웹페이지를 브라우징과 동시에 사용할 수 있게 해주는 기능이다.
- 슬링 탭: 네이버의 자체 엔진 슬링을 이용할 수 있는 탭.
- 웨일온(Whale ON): 웨일 브라우저 및 모바일 앱에서 기본 제공하는 무료 화상 회의 설루션으로, HD급 영상 품질과 텍스트 채팅, 슬라이드 뷰, 카메라와 마이크 온/오프 기능 등 참가자 간 원활한 의사소통을 위한 다양한 기능을 제공한다. 최대 500명 동시 접속이 가능하며, 회의 시간제한 없이 자유롭게 이용할 수 있다.
- 사이드바 단독모드: 바탕화면에 기존 웨일 브라우저 사이드바를 적용, 브라우저 창을 띄우지 않고도 웨일 확장 앱과 모바일 웹 이용이 가능하다.
- 퀵서치 위젯 : 바탕화면에서 바로 네이버 검색을 할 수 있는 기능
- 그린드랍 : 모바일 기기에 있는 사진, 텍스트, URL, 파일을 웨일을 통해 PC로 전송하는 기능
- PC 전화 : 웨일에서 검색한 업체에 전화 걸기 버튼 클릭 시, 바로 휴대폰으로 번호를 전달하는 기능
- 그 외 기능: 악성 코드 등에 대한 보안성을 강화, 스마트폰 이용자를 위한 메모리와 전력을 아끼는 기술 탑재

## 기타
- 이스트소프트의 스윙브라우저가 서비스 지원 종료를 하면서 현재 서비스 중인 유일한 국산 PC용 브라우저가 되었다.
- 2020년 4월, 네이버와 한글과 컴퓨터는 웨일 브라우저에 ‘한글 뷰어’를 기본 탑재하는 내용을 골자로 하는 업무협약(MOU)을 체결, hwp 확장자의 한글 문서 파일을 별도 뷰어 프로그램 없이 웨일 브라우저에서 확인할 수 있게 되었다.[9]
- 네이버 웨일은 금융결제원과 브라우저 인증 절차 간소화를 위한 업무 제휴 양해각서(MOU)를 체결, 금융결제원의 브라우저 인증서와 인증서 클라우드 서비스를 네이버 웨일 브라우저에 연계해 키보드 입력 보안 프로그램 설치 없이 금융 업무가 가능하게 했다.[10]
- 네이버 웨일은 2020년 1월 체결한 한국인터넷PC문화협회와의 안전한 PC 인터넷 사용 환경 조성을 위한 업무 협약(MOU)에 따라, 2020년 6월부터 협회에 가맹된 전국 1만여 개 인터넷 피시방에 PC 기본 브라우저로 보급되기 시작했다.[11]
- 네이버 웨일은 2020년 하반기 기업 및 공공 전용 웹 브라우저 ‘웨일 엔터프라이즈‘하반기 출시를 발표. 기업용 웹 브라우저 시장에 본격 진출할 예정이다.[12]
- 2020년 9월 22일, 네이버 웨일은 북마크, 비밀번호 등 동기화 데이터 현황과 로그인 중인 기기를 한눈에 확인하고, 동기화 데이터 백업과 초기화, 사용 기기 별 로그아웃 원격 제어 기능 등을 손쉽게 할 수 있는 ‘마이 액티비티’ 기능을 지원하기 시작했다.[13]
- 2020년 9월 24일, 웨일 브라우저에 기존 네이버 모바일 앱에서만 지원됐던 네이버 인증서가 탑재되면서, 웨일 브라우저 이용 시 윈도, 맥, 리눅스 등 PC 기반에서 무설치 간편 인증 방식으로 금융, 공공 인증 등을 편리하게 사용할 수 있게 됐다.[14]
- 네이버(대표 한성숙)가 제공하는 웨일 브라우저가 IVI 설루션 전문기업 드림 에이스(대표 임진우, 김국태), 세계적인 기술기업 콘티넨탈오토모티브코리아(대표 오희근)와 웹 기반의 IVI In-Vehicle Infotainment, 차량용 인포테인먼트 시스템 서비스 생태계 활성화를 위해 협력한다.[15]
- 2021년 2월 19일, 네이버 웨일은 웨일 브라우저 전용 화상회의 설루션 ‘웨일온(Whale ON)‘을 정식 출시했다.[16]
- 2021년 4월 27일, 네이버는 온라인으로 진행된 ‘네이버 밋업’을 통해 웨일 브라우저의 서비스 방향성을 소개하고, 사이드바 단독 모드, 퀵서치 위젯, 그린드랍, PC 전화 등 모바일 사용자 경험을 PC로 자연스럽게 연결하는 웨일의 다양한 신기능을 출시 발표했다.[17]